# Minaya
Minaya es un municipio y localidad española situada al sureste de la península ibérica, en la provincia de Albacete, dentro de la comunidad autónoma de Castilla-La Mancha. Se encuentra a 53 km de la capital provincial y cuenta con una población de 1387 habitantes (INE 2024).

## Toponimia
Lleva el apodo de Álvar Fáñez, primo o sobrino de Rodrigo Díaz de Vivar, el Cid Campeador.
El noble Álvar Fáñez, o «Álvaro Háñez», apodado históricamente Minaya (del posesivo romance «mi» más el euskera anai, 'mi hermano'), es de donde proviene el nombre del municipio.
"... In vniuersam Hispaniã M. Varro peruenisse Iberos & Persas,& Phoenicas, Celtasq, Poenos tradit..."⁶. 
"... M. Varro refiere que a toda España llegaron iberos, persas, fenicios, celtas y púnicos..." ⁶.
En idioma persa: *"minhall lugar de riego" ⁷ .

## Geografía
Desde los más remotos tiempos fue Minaya un territorio de paso en la ruta entre Andalucía y el Levante, una lejana venta con vocación comercial, dispuesta estratégicamente en la infinita llanura manchega, haciendo gala de su nombre de procedencia árabe que significa "Camino abierto y visible".
Situado al noreste de la provincia de Albacete, es el primer pueblo albaceteño que atraviesa la carretera N-301. Históricamente unido a las cercanas localidades de La Roda y Villarrobledo, forma parte de la comarca La Mancha del Júcar-Centro, caracterizada por un paisaje llano, típicamente manchego. Se encuentra a 53 kilómetros de la capital provincial y se alza a 721 metros sobre el nivel del mar. 
| Noroeste: Casas de los Pinos | Norte: Casas de los Pinos y Casas de Haro | Noreste: Casas de Haro |
| Oeste: Casas de los Pinos    |                                           | Este: Casas de Haro    |
| Suroeste: Villarrobledo      | Sur: La Roda                              | Sureste: La Roda       |

## Demografía
Cuenta con una población de 1387 habitantes (INE 2024).
| Gráfica de evolución demográfica de Minaya entre 1842 y 2021                                                          |
| |
| Población de derecho según los censos de población del INE. Población de hecho según los censos de población del INE. |

## Administración
| Periodo   | Nombre                           | Partido |
| --------- | -------------------------------- | ------- |
| 1979-1983 | Fernando Navarro Díaz            | UCD     |
| 1983-1987 | José Luis Díaz Villodre          | PSOE    |
| 1987-1991 | Justiniano Muñoz Sánchez         | PSOE    |
| 1991-1995 | Justiniano Muñoz Sánchez         | PSOE    |
| 1995-1999 | Joaquín Villodre Durán           | PP      |
| 1999-2003 | Joaquín Villodre Durán           | PP      |
| 2003-2007 | María Llanos Casas Carretero     | PSOE    |
| 2007-2011 | María Llanos Casas Carretero     | PSOE    |
| 2011-2019 | Ernesto Javier Ballesteros Tébar | PP      |
| 2019-act  | Juan José Grande González        | PP      |